# Xylotoles nanus
Xylotoles nanus là một loài bọ cánh cứng trong họ Cerambycidae.